# Helios (cooperativa)
Helios fou una cooperativa de producció i consum elèctric fundada a Llucmajor, Mallorca, el 1920 pels dirigents de l'Agrupació Socialista de Llucmajor, amb col·laboració amb militants del Partit Liberal. Fou dirigida per Joan Monserrat Parets. Tenia com a objectiu subministrar corrent elèctric als seus socis i als serveis de caràcter públic. El 1922 es feu càrrec de l'enllumenat públic de Llucmajor. El 1935 fou adquirida per l'empresa Gas i Electricitat Societat Anònima (GESA). La fàbrica d'electricitat produïa una mitjana de 104 kW.

## Edifici
La primera pedra de l'edifici de la fàbrica fou posada l'1 de gener de 1921. L'edifici és de caràcter neoclàssic de dos cossos i dues façanes amb les obertures disposades seguint l'eix vertical. La façana principal està situada al carrer Bisbe Pere Roig. El cos inferior té un portal de cotxeria amb llinda flanquejat per dues finestres cegades a cada costat. Al cos superior hi ha un finestral d'arc de mig punt dovellat cegat flanquejat per dues finestres a cada costat de les quals dues estan cegades. A sobre les obertures hi ha un trencaaigües. Està rematat per un frontó. La façana lateral del carrer Hispanitat presenta al cos inferior un finestral dovellat flanquejat per dues finestres de mig punt cegades. Una finestra cegada. Al cos superior hi ha un finestral d'arc de mig punt dovellat cegat. Onze mènsules sostenen la coberta.